# Колшево (Ярославская область)
Колшево — деревня в Большесельском сельском поселении Большесельского района Ярославской области.

## Население
По данным статистического сборника «Сельские населенные пункты Ярославской области на 1 января 2007 года», в деревне Колшево не числится постоянных жителей.

## География
Деревня расположена в центральной части района. Она стоит на левом южном берегу реки Юхоть, между Новым и Большим сёлами. Деревня находится на небольшом расстоянии от реки, отделённая от неё узкой полосой леса. На расстоянии около 1 км к востоку от Колшево на небольшом удалении от Юхоти компактно стоят три деревни: Митино, Таршуково, Судаково. В 1 км на юг расположена деревня Мытищи, а в 1,5 км на юго-запад стоит деревня Легково. Напротив Колшево, на правом северном берегу Юхоти стоит деревня Матренино. Вокруг Колшево, Митино, Таршуково, Судаково и Мытищ имеется небольшое поле, окружённое лесом.